# Museu Virtual da Mulher Combatente
O Museu Virtual da Mulher Combatente (Museo Virtual de la Mujer Combatiente - MVMC) é uma plataforma online que dispõe de um espaço histórico, visual e educativo sobre a participação das mulheres como combatentes pela causa republicana, durante a Guerra Civil de Espanha.

## O projecto
O projecto do Museu Virtual da Mulher Combatente é o resultado de um longo trabalho de investigação, recuperação e preservação de documentação sobre as mulheres, quer de forma colectiva quer individual, que tomaram papéis ativos na contenda bélica que se gerou entre a coligação eleitoral de esquerda Frente Popular aliada ao Governo da Segunda República Espanhola e a insurreição militar que originou o golpe de estado de 1936.

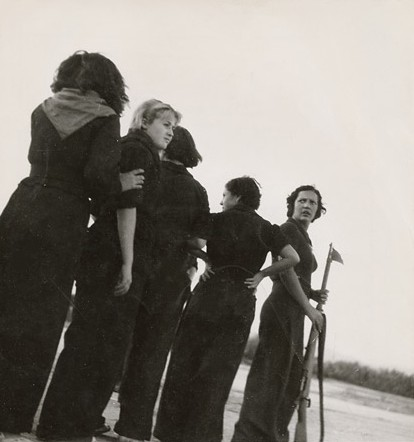
Milicianas em 1936 (fotografia da autoria de Gerda Taro)

O museu é de titularidade pública e apresenta uma série de conteúdos, na forma de documentos, fotografias, aúdios e vídeos, que cobrem todo o território espanhol durante a linha temporal do período do decorrer da guerra, entre 1936 a 1939. O projecto existe assim em contínua evolução e crescimento, sendo os seus conteúdos actualizados de forma periódica, contando ainda com a colaboração dos cidadãos que desejem contribuir com documentação para o aumento do espólio do museu.
O Museu Virtual da Mulher Combatente conta também com o apoio de várias organizações e instituições, como o Instituto da Mulher do Ministério da Igualdade de Espanha e a Secretaria de Estado de Cor Democrática do Ministério da Presidência, Relações com as Cortes e Memória Democrática de Espanha, para além da Fundação Rosa Luxemburgo.
A equipa de investigação e desenvolvimento do projecto do Museu Virtual da Mulher Combatente é formada por:
- Direcção: Gonzalo Berger (Grupo NEXUS - Universidade Pompeu Fabra)[4][5]

- Investigadores: Gonzalo Berger, Tània Balló, Mónica Jato (Universidade de Birmingham) e Alison Ribeiro de Menezes (Universidade de Warwick).

## Objectivo

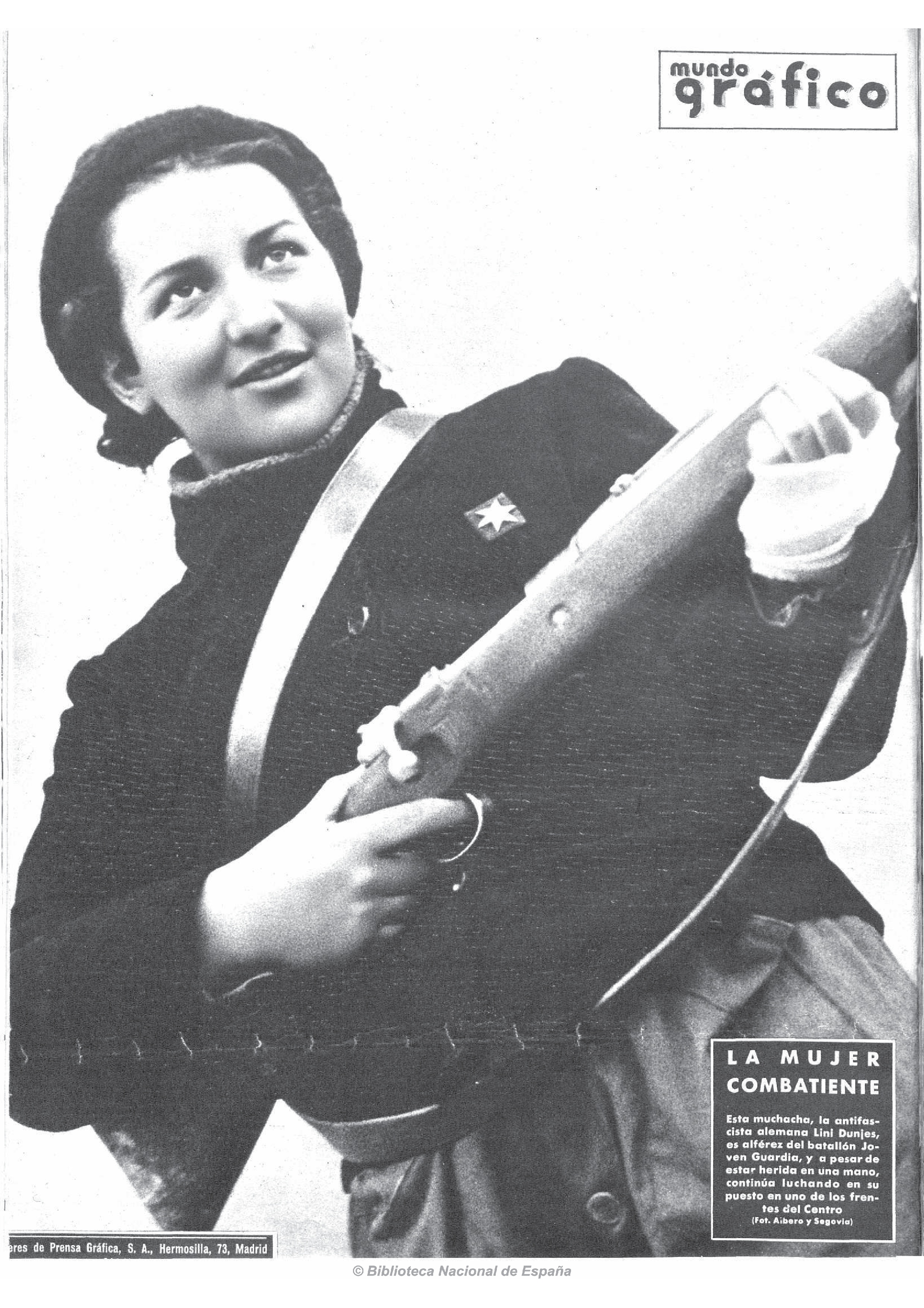
Lina Bunjes, antifascista alemã

O Museu Virtual da Mulher Combatente tem como objectivo tirar da obscuridade as histórias das mulheres que tomaram como compromisso de vida a defesa da democracia e da liberdade contra o golpe militar das tropas do general Franco, que deu lugar à guerra civil espanhola.
Segundo a investigação, as mulheres participaram não só na retaguarda da guerra, prestando apoio militar e estratégico para além de cuidados médicos ou ainda através da angariação de donativos, mantimentos e até armas, como também reivindicaram direitos de igualdade de género, entrando mesmo, com armas em punho, no campo de batalha e na linha da frente. Milhares de mulheres participaram na guerra como soldados e milicianas, chegando algumas a atingir graus de oficiais ou suboficiais. Reconhece-se a existência de cinco comissárias, duas comandantes, treze capitãs, vinte e seis tenentes e quatro alféres, seis sargentos e quatro cabos.
O movimento das mulheres republicanas que participou na guerra foi socialmente trasversal, quanto à idade, à classe social de onde procediam (contando com a militância de pessoas analfabetas e outras com formação superior) ou à sua militância política (desde anarquistas, comunistas, socialistas ou republicanas). Geograficamente, a larga maioria era natural de cidades com maior população, tais como Madrid ou Barcelona, contando não só com cidadãs espanholas como estrangeiras que se alistaram na causa republicana.
São seus objectivos:
- Facilitar um espaço histórico, visual e educativo sobre as mulheres combatentes.
- Dar a conhecer estes factos e visibilizar o papel individual e colectivamente das mulheres combatentes.
- Prestar serviços de estudo e investigação.
- Desenvolver as funções reivindicativa, historiográfica, informativa, didática e divulgativa.

## Estrutura

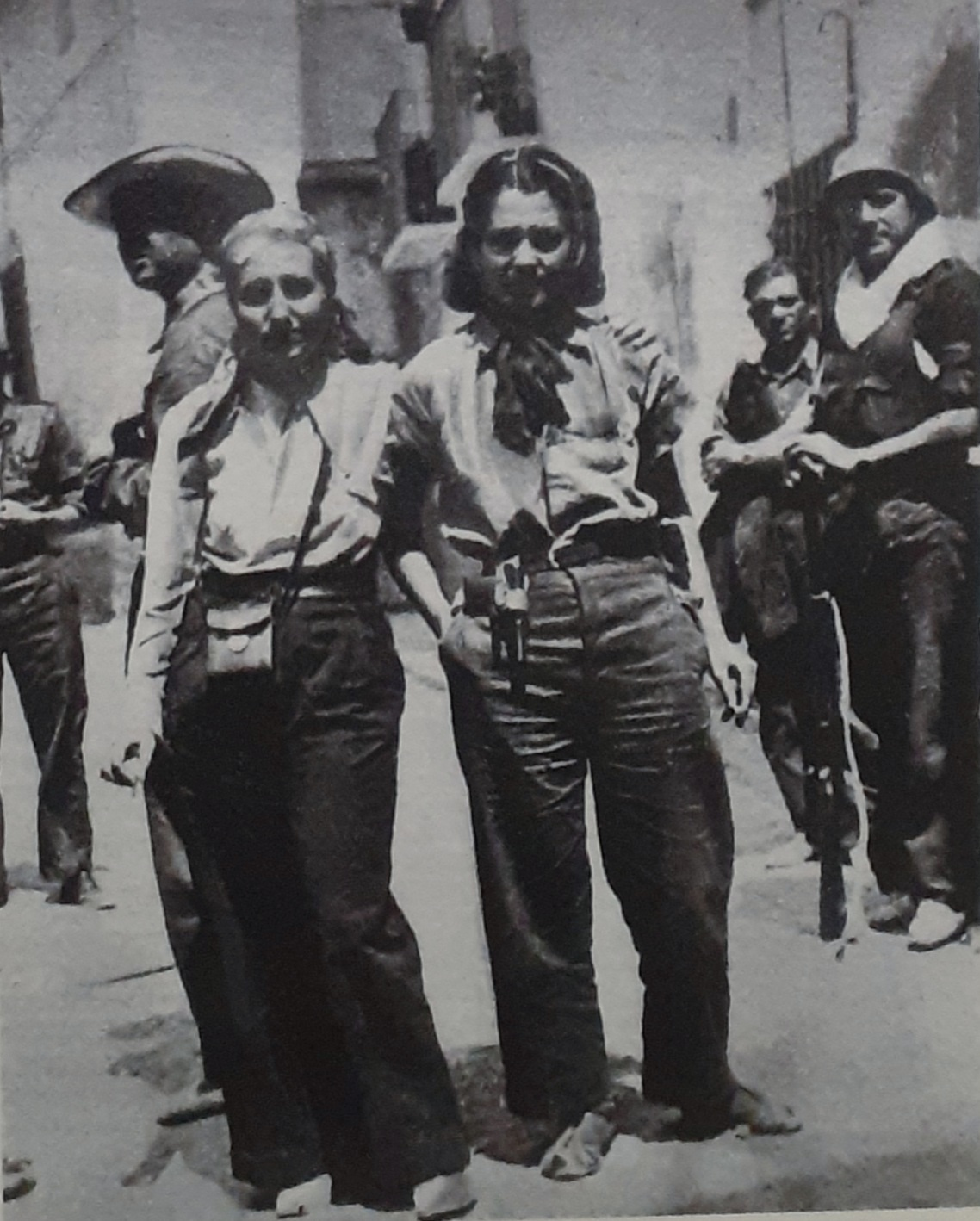
Anna María Martínez Sagi

O museu está estruturado em duas áreas: exposição permanente e exposições temporárias.
Exposição permanente:
- A mulher na Guerra de Espanha:
  1. República e novas cidadania
  2. A sublevación dos militares
  3. O conflito armado (1936-1939)
  4. As combatentes
  5. Milicianas: Voluntárias nas milícias antifranquistas
  6. Mulheres soldado. O exército popular da república
  7. As milícias femininas
  8. O final da guerra: exílio, repressão e resistência

- As Combatentes:

1. Sala 1: Dados coletivos
2. Sala 2: Dados individuais

Exposições temporárias: este espaço está dedicado a diferentes propostas artísticas, tanto de video, cinema e performances que exploram a memória democrática de Espanha.

## Arquivo
O espólio do Museu Virtual da Mulher Combatente procede de arquivos nacionais e internacionais, arquivos de carácter, autonómico, provincial ou municipal e de arquivos familiares ou privados que têm permitido documentar mais de 3.200 mulheres combatentes de toda Espanha, o que tem permitido a reconstrução das experiências em guerra e as biografias da cada uma das mulheres combatentes.

## Links externos
- Museu Virtual da Mulher Combatente.